# Dol (gmina Medvode)
Dol – wieś w Słowenii, w gminie Medvode. W 2018 roku liczyła 74 mieszkańców.